# Althistorische Narrenzunft Offenburg

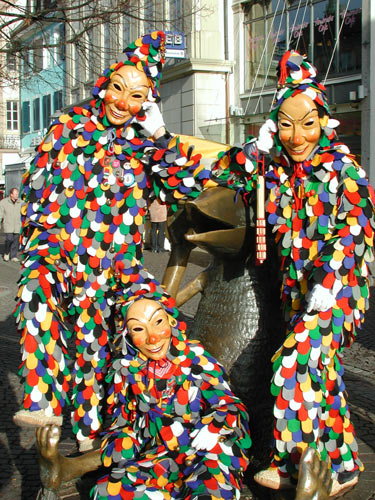
Spättlehansel in der Fußgängerzone von Offenburg

Die Althistorische Narrenzunft Offenburg e.V. ist ein Fasnachtsverein in der Tradition der schwäbisch-alemannischen Fasent in Offenburg (Ortenaukreis). Erste urkundliche Nachweise der Narrenzunft sind bereits im Jahr 1844 zu finden. Die Zunft ist Gründungsmitglied der Vereinigung Schwäbisch-Alemannischer Narrenzünfte VSAN.

## Verein
Bereits seit dem Mittelalter gibt es eine Fasnacht in Offenburg. Urkundlich erwähnt sind die große Herrenfasnacht Anno 1483 und eine Bürgerfasnacht im Jahre 1726.
1844 wurde die Gruppierung „Narrenstaat am Kinzigangel“ gegründet. Sie ist der „närrische Ahne“ der heutigen Narrenzunft.
 1896 schlossen sich die Narrenfreunde in Offenburg im „Carnevalsverein“ zusammen. Sie kamen aus allen Schichten der Bevölkerung und wollten im Verein ihre Bemühungen zusammenfassen, um sich selbst und ihren Mitmenschen Fasnachtsfreude zu schenken.

Im Jahre 1924 war die Narrenzunft Gründungsmitglied der Vereinigung schwäbisch-alemannischer Narrenzünfte.
Im Vorwort zur ersten Satzung der Vereinigung schwäbisch-alemannischer Narrenzünfte vom 26. November 1926 heißt es „…haben sich die badischen und württembergischen althistorischen Narrenzünfte zusammengetan…“. Der 1896 gegründete „Carnevalsverein“ wurde in „Althistorische Narrenzunft“ umbenannt.

In dieser Zeit erschienen die ersten Spättle-Hansele auf den Straßen. Die Ranzengarde wurde wieder gegründet, und die erste Fasentdaifi (Fasnachtstaufe) wurde gefeiert.
1935 fand das Große Narrentreffen in Offenburg statt.
 Der Zweite Weltkrieg brachte für einige Jahre eine Unterbrechung im Offenburger Fasnachtsgeschehen. Ab den fünfziger Jahren wurde mit großen Redouten, Bällen und Umzügen an die Zeiten vor dem Krieg angeknüpft. Auf dieser Basis hat sich die heutige Narrenzunft, zwischen Tradition und Fortschritt, konsequent weiterentwickelt. 

Zwei Veranstaltungen bilden die Höhepunkte der althistorischen Fasnacht in Offenburg:
- Die Redoute ist ein wesentliches Kernstück der Offenburger Fasent. Im Gegensatz zu den klassischen Redouten (Maskenbällen) handelt es sich hier eher um ein Theaterstück. Bei diesem Narrenspiel wird das weltweite und lokale Geschehen satirisch kommentiert.
- Die Fasentdaifi am Schmotzigen Dunnschdig am Narrenbrunnen gibt es schon seit über 50 Jahren. Das Fasentkind – der Name hat immer eine Beziehung zu einem lokalen Ereignis – wird unter dem Beifall vieler Hemdenglunker getauft und dem Oberbürgermeister und anderen Persönlichkeiten der Stadt zur Begutachtung vorgeführt.

## Zeitstrahl
- 1818   Vermutlich erste Gründung einer „Narrencommision“ als freie Verbindung Offenburger Bürger zur Durchführung von Fasnachtsveranstaltungen

- 1825   Erster urkundlicher Hinweis auf eine Straßenfasnacht in Offenburg

- 1826   Großer Maskenzug in Offenburg, organisiert von einem Verein „Narren-Commission“, der sich vermutlich auch Narrenstaat nannte

- 1844   Offizielles Gründungsjahr der Althistorischen Narrenzunft; „Konstituierung“ des „Narrenstaat am Kinzigangel“ und damit Neubeginn der organisierten Fasnacht in Offenburg. Großer Umzug mit dem Thema „Die Geburt des Hanswurst“ unter Beteiligung der Donaueschinger und Villinger Narrengesellschaft als „Paten“

- 1848   Badische Revolution

- ab 1861   Ballveranstaltungen mit Programm werden immer öfter als „Redoute“ bezeichnet. Ansonsten war das Fasnachtsgeschehen zumindest in der Öffentlichkeit weitestgehend eingeschlafen

- 1896–1898   Wiederbelebung zunächst als „Narrenrath zu Bohneburg“, dann als Carnevalsverein. Erste offizielle Redoute

- 1919   Erste Sitzung des Narren-, Elferrates nach dem Ersten Weltkrieg

- 1924   Mitbegründung der Vereinigung schwäbisch-alemannischer Narrenzünfte. Umbenennung des Vereins in Althistorische Narrenzunft

- 1935   Erstes Großes Narrentreffen der Vereinigung in Offenburg. „Wiederentdeckung“ des Offenburger Spättle-Hansele

- 1947–1952   Wiederaufbau der Zunft nach dem Zweiten Weltkrieg und erste Nachkriegsredouten

- 1964   Zweites Großes Narrentreffen der Vereinigung in Offenburg

- 1976   Konstituierung der Althistorischen Narrenzunft Offenburg als Verein. Bau des Narrenkellers unter dem Ritterhausmuseum als Heim der Zunft

- 1988   Drittes Großes Narrentreffen der Vereinigung in Offenburg, durchgeführt von der Althistorischen Narrenzunft und der Hexenzunft Offenburg

- 1994   150-Jahr-Feier der Althistorischen Narrenzunft unter Berufung auf die Urkunden und Dokumente aus dem Jahre 1844

## Figuren

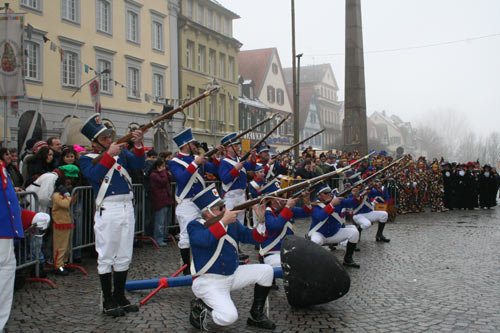
Die Ranzengarde während des Sturm des Offenburger Rathaus

### Spättlehansele
Das Spättle-Hansele ist die zentrale Figur der Althistorischen Narrenzunft. Es trägt eine fröhliche, lachende Maske, welche in der Form einer großen Bohne ähnlich ist. Eine spitz zulaufende Haube umschließt das Gesicht. Das Häs (Kostüm) besteht aus etwa 1500 Filzspättle in sieben verschiedenen Farben. Mit einer lauten Rätsch und Glöckchen am Häs machen die Spättle auf sich aufmerksam.

### Ranzengarde
Die Ranzengarde trägt die Uniform der Bürgerwehr um 1850. Während der Fasentdaifi verteilt die Ranzengarde Bohnensuppe, die in der Gulaschkanone selbst gekocht wird. Bei den Fasentumzügen wird eine Kanone mitgeführt, die mit ihrem lauten Knall schon von weitem den Auftritt der Garde ankündigt.
Die Garde verdankt ihren Namen dem badischen Ausdruck für einen wohlgenährten Bauch, dem „Ranzen“.

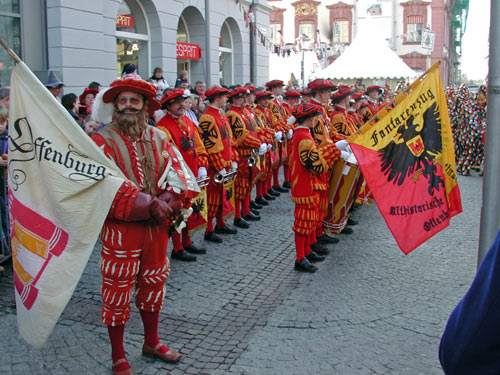
Fahnenschwinger und Fanfarenzug während der Fasentbeerdigung

### Fanfarenzug
Seit dem Jahr 1957 besteht der Fanfarenzug der Althistorischen Narrenzunft. Dieser bestand ursprünglich aus Mitgliedern der Ranzengarde.
Der Fanfarenzug trägt die Uniform eines Landsknechts aus dem 16. Jahrhundert. Die Farben sind badisch: gelb-rot, auf der Brust prangt der vorderösterreichische Doppeladler als Erinnerung an die Herrschaft der Österreicher in der Ortenau.

### Alde
Diese Gruppe besteht seit 1968. Das Kostüm entspricht der Kleidung einer Bürgersfrau aus der Biedermeierzeit. Das Gesicht wird durch eine Maske aus Gaze-Stoff verhüllt. Früher zogen während der Fasnachtszeit ganze Gruppen von Frauen durch die Lokale und auf Fasnachtsbälle. Sie hielten dabei mit ihrer spitzen Zunge bekannte Personen zum Narren.

### Domino
Seit der Fasent 2003 gibt es wieder eine Dominogruppe innerhalb der Althistorischen Narrenzunft. Der Domino ist die älteste Offenburger Fasnachtsfigur.
Erste Erkenntnisse hierfür stammen vom Beginn des 19. Jahrhunderts. Die Figur passte von ihrem italienischen Ursprung her zum damals ausgeübten Carneval.
Die Dominos ziehen über die Fasnachtstage von Lokal zu Lokal, hecheln mit mehr oder weniger guten Scherzen bekannte Bürger durch, halten ihnen Fehltritte oder Missetaten vor, ohne sich selbst zu erkennen zu geben.

### Narrenrat
Der Narrenrat, unter dem Vorsitz des Zunftmeisters, lenkt die Geschicke der Narrenzunft, wobei die Entscheidungen immer unter Beisein der Funktionsträger der einzelnen Gruppen getroffen werden. Scherzhaft „Schwarzkittel“ genannt kommt der Narrenrat in einer schwarzen Jacke daher, deren Ärmel und Saum mit bunten Filzspättle verziert sind. Auf dem Kopf sitzt eine Krummkappe, die ebenfalls mit Filzspättle verziert ist.

### Fahnenschwinger
Im Gegensatz zu manchen Nachbildungen ohne geschichtlichen Hintergrund ist in Offenburg das Bild eines Fahnenschwingers aus dem 16. Jahrhundert erhalten.
Die Kleidung entspricht der eines Landsknechtes aus dem 15.–16. Jahrhundert (damals Lanzknecht genannt) und ist in den Stadtfarben rot weiß gehalten. In der Schulterpartie der Jacke und auf das Barett ist ein großes Andreaskreuz als Symbol des Schutzheiligen „St. Andreas“ eingearbeitet.

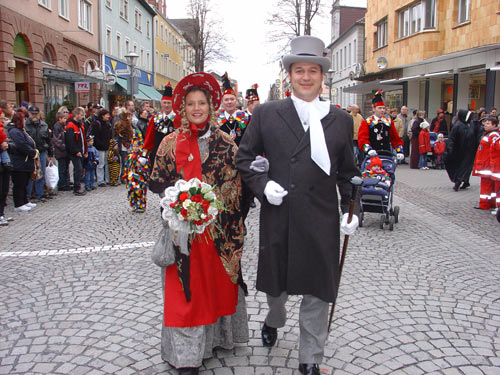
Veef und Andres während eines Umzugs

### Veef & Andres
Veef und Andres, die Narreneltern, sind ein Biedermeierpaar, das im lockeren, witzigen Zwiegespräch all die kleinen Sünden von Offenburger Bürgern persifliert.
Der prägendste Darsteller des Andres war sicher der Druckereibesitzer Franz Burda, der Vater des Unternehmers Franz Burda, dem Begründer des Burda Verlages.

### Bott
Dem „Bott“ obliegt die Verpflichtung, die Saalveranstaltungen zu moderieren. Er soll das Publikum zum Mitmachen anregen und durch spaßige, originelle eigene Beiträge zu unterhalten.
Bei der Straßenfasnacht und den Umzügen führt er die Zunft an.

### Nachtwächter
Der Nachtwächter, 1935 eingeführt, geht am Schmotzigen Donnerstag durch die Straßen der Stadt, um die Leute ab 5 Uhr zur Fasentdaifi zu wecken.
Der Nachtwächter führt bei Umzügen, zusammen mit dem Bott, die Zunft an.

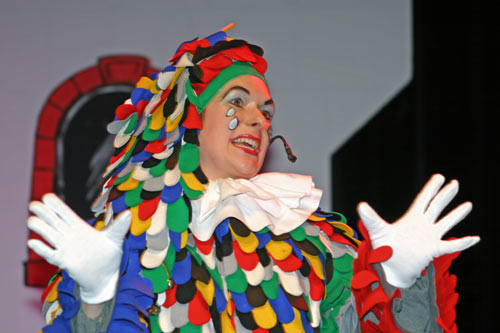
Narr beim Auftritt während der Redoute

### Narr
Der Narr leitet sich aus der historischen Figur des Prinzen Carneval ab.
Der Narr tritt in der Offenburger Fasent ausschließlich bei der Redoute auf und glossiert in Reimen die große Politik und das lokale Geschehen. Der Narr trägt ein buntes Filzspättlegewand, ähnlich dem der Spättle-Hansele.

### Hemdglunker
Die Hemdglunker treten in Offenburg hauptsächlich am Schmotzigen Donnerstag auf den Plan und sind bei Jugendlichen und nichtorganisierten Narren eine beliebte und einfache Verkleidung.
Die passiven Mitglieder begleiten die Zunft in dieser Verkleidung zur Fasentdaifi.

### Narrensamen
Als Narrensamen werden die Jüngsten der Narrenzunft bezeichnet. Dieser Samen soll aufgehen und gedeihen, damit aus ihm richtige Narren werden.